# Căianu Mare, Bistrița-Năsăud
Căianu Mare este un sat în comuna Căianu Mic din județul Bistrița-Năsăud, Transilvania, România.
Caianu Mare este așezat în partea de vest a județului, pe Valea Ilișua, afluent al râului Someșul Mare, fiind situat la o distanță de 20,4 km (24 minute) de orașul Beclean și 27,8 km (32 minute) față de Municipiul Dej.

## Populație
În 1910 avea 764 de locuitori majoritatea de etnie română, 10 s-au declarat maghiari și 11 germani. Dintre aceștia 743 erau greco-catolici și 21 erau israeliți.
Cu trecerea anilor acest număr a scăzut cu puțin având în 1992 la recensământ, 718 de locuitori.
După căderea regimului totalitar comunist, mulți săteni au decis să plece în SUA sau Europa. Acest lucru a diminuat cu mult numărul sătenilor la începutul anilor 2000.
Conform recensământului din 2002, în sat erau 626 de locuitori. 
La recensământul din 2011 au fost declarați 502 de săteni, dintre care doar 3 sunt de etnie maghiară. 
Conform estimărilor din 2013, numărul de locuitori era în creștere având 718 locuitori de etnie română. 

## Istoric
Din antichitate sunt cunoscute exploatări de sare la Căianu Mare.
De la început, Căianu Mare a fost deținut de familia Harinnay Farkas și a aparținut de Săsarm.
Prima mențiune scrisă este în 1456, când regele László V a confiscat Căianul Mare de la János Farkas Harinnay din cauza infidelității acestuia și l-a donat lui János și Miklós, fiii lui Tamás Farkas. 
Înainte de Tratatul de la Trianon, Solnoc-Dăbâca (Regatul Hungariei) aparținea districtului Beclean.
Până în 1919 și între 1940 și 1944 a aparținut Ungariei, (Belső-Szolnok, mai târziu Szolnok-Doboka vármegye).
Versiuni ulterioare ale numelui său în maghiară: Naghkaion (1485), Nagy-Kajon (1577), Nagy-Kajan (1750), NagyKaja (între 1760 și 1762) și Kajan (1808). Potrivit lui József Kádár, și-a primit numele de la cuvântul slav kalen, care înseamnă loc noroios.

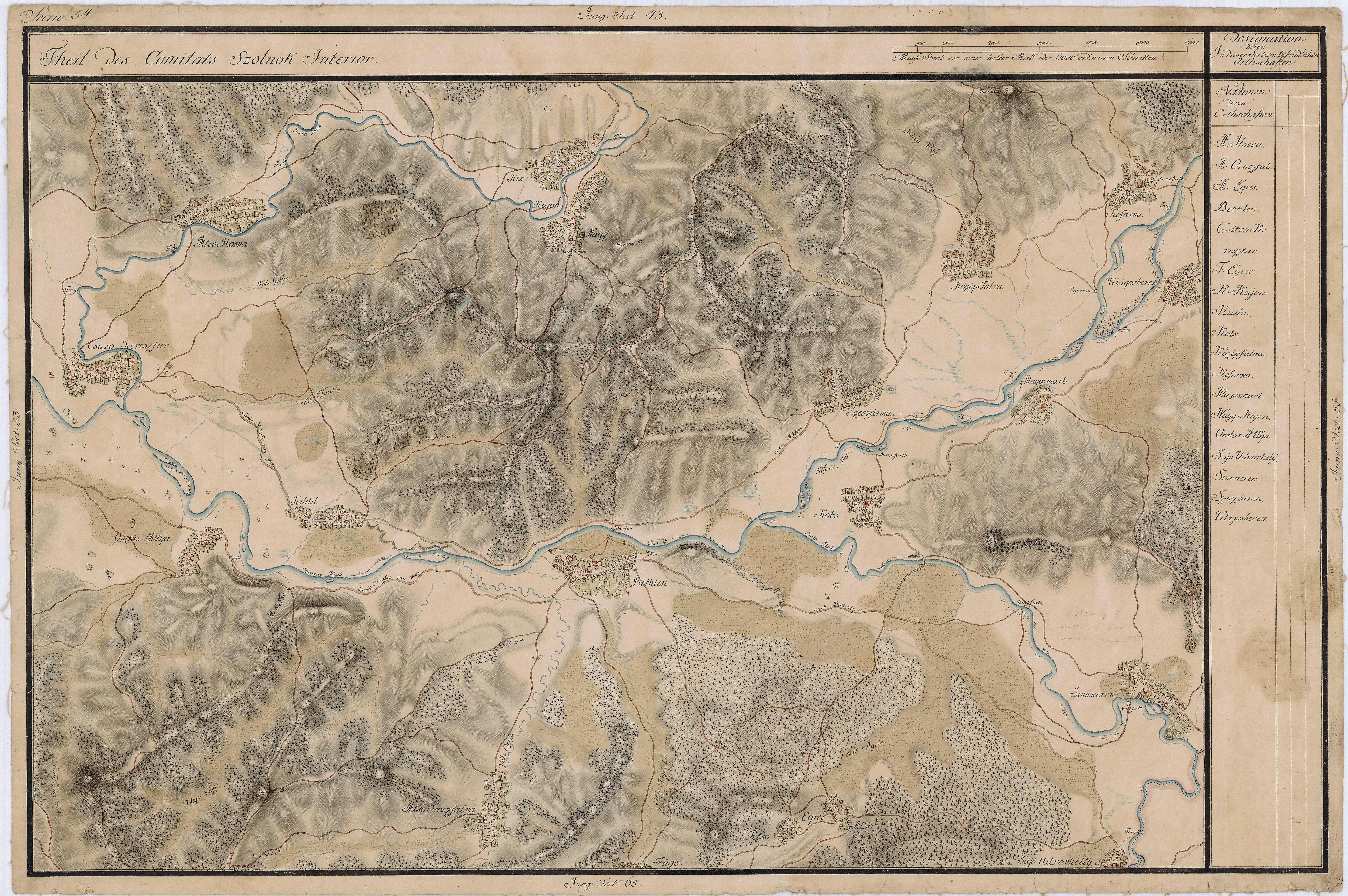
Căianu Mare pe Harta Iosefină a Transilvaniei, 1769-73

## Activități specifice zonei
Bostinăritul

## Activități economice principale:
- Cultivarea pământului
- Creșterea animalelor
- Apicultura
- Producerea de faguri artificiali

## Evenimente locale
Zilele Căianului au loc în fiecare an în prima și a doua zi de Rusalii odată cu obiceiul popular de instruire a boului. „Înstruțatul boului”, este o datină pastoral-agrară, influențată de cultul solar, care simbolizează fecunditatea și fertilitatea. După slujba religioasă, animalul este “înstruțat” cu panglici multicolore și flori și purtat de flăcăi de-a lungul satului, până în vârful unui deal, însoțit de fete de măritat și călăreți îmbrăcați în costume populare. Localnicii vor arunca apă înspre alaiul de sărbătoare, pentru ca anul să fie bogat în recolte. Boul va fi lăsat, apoi, să coboare singur la vale, iar tradiția spune că fata care va reuși să pună prima mâna pe coarnele boului va fi cea dintâi care se va mărita în acest an.

## Biserici

### Biserica Penticostală „Betleem”
Printre primii credincioși penticostali din sat sunt: Ioan Vlad, Măriuța Deuș și Saveta Țărmure. Unii dintre ei veneau din mișcarea Oastea Domnului, ca de exemplu Ioan Hiticaș (cunoscut sub porecla Ionu Flori după mama sa Floarea) căsătorit cu Maria.
În 1952, în ciuda ostilității, comunitatea penticostală a primit autorizația de funcționare devenind astfel o biserică legală dar supravegheată de către Securitatea.
Săteanul Simion Țărmure, se convertește de la ortodoxism la penticostalism și devine în scurt timp pastorul bisericii pentru o perioadă de aproximativ 40 de ani.
În perioada 1960-90 mulți săteni plecau în zona Banatului mai cu seama în orașul Sânicolau Mare pentru un trai mai bun. Sătenii plecați au construit o biserică penticostală acolo pentru a se putea închina. Ioan Țărmure, fiul pastorului Simion Țărmure, a fost pastorul acestei biserici pana a emigrat în SUA.  
În 1999, au început lucrările pentru construirea unei biserici în sat iar în anul 2004 a fost inaugurată biserica penticostală cu numele Betleem.

### Parohia ortodoxă română Căianu Mare
Ȋnainte de anul 1948 parohia a fost Greco-Catolică. După revenirea la Ortodoxie, Parohia a fost slujită de următorii preoți: P.C. Părinte Gheorghe Retegan (1949-1978) și P.C. Părinte Salustiu Petri (1978-7.12.2011).
Biserica este sfințită la 26 septembrie 1976 de catre Prea Sfințitul Episcop Teofil Herineanul, Preot Paroh fiind P.C. Părinte Gheorghe Retegan și este resfințită ȋn anul 2006 la 24 septembrie de către Prea Sfințitul Episcop Irineu Bistrițeanul, Preot Paroh fiind P.C. Părinte Salustiu Petri.
Biserica este construită din cărămidă, se desfăsoară pe lungime, planul este tip sală, având un naos spațios, despărțit de pronos prin 2 coloane cu bolte semicircular ce susțin corul (balconul). Altarul prezintă absidă semicircular, este despărțir de naos prin iconostas și solee și are adăugate 2 ȋncăperi, ȋn stânga Proscomidiarul și ȋn dreapta Veșmântarul.
Există un foarte mare număr de preoți care iși au originea ȋn Căianu Mare.

### Comunitatea evreiască din Căianu Mare
La recensământul din 1910, din cei 764 de săteni 21 s-au declarat evrei. În timpul celui de al doilea război mondial au fost deportați sau au fugit pentru a își salva viața. Astăzi nu mai sunt evrei în Căianu. 

## Monumente
Există un monument, deosebit ca expresie artistic, dedicat eroilor căzuți in primul și al doilea război mondial.

## Clima
Satul este într-o zonă climatică hemiboreală. Temperatura medie este de 8 °C. Cea mai caldă lună este iulie, la 21 °C, iar cea mai rece ianuarie, la -7 °C. 
Precipitațiile medii sunt de 1.099 milimetri pe an. Cea mai ploioasă lună este luna mai, cu 148 de milimetri de ploaie, iar cea mai ploioasă noiembrie, cu 60 de milimetri.